# Lechosława
Lechosława – żeński odpowiednik imienia Lechosław, utworzonego w XIX wieku na wzór dwuczłonowych imion staropolskich.
Lechosława imieniny obchodzi 26 listopada.